# Javier García (Leichtathlet)
Javier García Chico (* 22. Juli 1966 in Barcelona) ist ein ehemaliger spanischer Stabhochspringer. Bei einer Körpergröße von 1,77 m betrug sein Wettkampfgewicht 71 kg.
Javier García scheiterte bei den Olympischen Spielen 1988 in der Qualifikation. Bei den Europameisterschaften 1990 belegte er mit 5,70 Meter Platz 5 und lag damit sogar einen Platz vor Serhij Bubka.
Bei den Olympischen Spielen 1992 in seiner Heimatstadt Barcelona wuchs García über sich hinaus. Er egalisierte seine persönliche Bestleistung von 5,75 Meter und wurde höhengleich vor dem US-Amerikaner Kory Tarpenning Olympiadritter.
Bei den Olympischen Spielen 1996 scheiterte García wie 1988 in der Qualifikation.
García startete auch regelmäßig in der Halle, bei Hallenweltmeisterschaften belegte er zwischen 1989 und 1997 viermal einen Platz unter den ersten acht. Bei Halleneuropameisterschaften wurde er Sechster (1990) und Fünfter (1998). Seine Hallenbestleistung von 5,77 Meter im Jahr 1992 bedeutete spanischen Rekord. 